# San Cristoforo FS (métro de Milan)
San Cristoforo FS est une station de métro à Milan, en Italie. Terminus sud-ouest de la ligne 4 du métro de Milan, elle a ouvert le 12 octobre 2024.